# Jacques Delacôte
Jacques Delacôte (* 16. August 1942 in Remiremont) ist ein französischer Dirigent.

## Leben
Delacôte studierte am Pariser Konservatorium und bei Hans Swarowsky an der Wiener Musikakademie. 1971 war er Gewinner der Dimitri Mitropoulos International Music Competition in New York und war anschließend Assistent von Leonard Bernstein und Darius Milhaud.
Als Operndirigent hatte er sein Debüt an der Wiener Staatsoper mit Madama Butterfly. Von 1976 bis 1997 war er ständiger Gastdirigent am Londoner Royal Opera House. Zudem gastierte er international unter anderem an der Opera de Paris, am Teatro Colón und am Gran Teatre del Liceu, der Königlichen Oper Stockholm sowie an den Opernhäusern von Zürich, Brüssel, Montreal, Pittsburgh, Chicago und Tokio; in Deutschland zum Beispiel an der Bayerischen Staatsoper, der Hamburgischen Staatsoper, der Semperoper und der Deutschen Oper Berlin.
Er dirigierte weltweit bedeutende Orchester wie zum Beispiel das Cleveland Orchestra, das New York Philharmonic, die Wiener Philharmoniker, das London Philharmonic Orchestra, das London Symphony Orchestra, Royal Philharmonic Orchestra, das Orchestre National de Paris, das Montreal Symphony Orchestra und das Israel Philharmonic Orchestra.
Es liegt eine umfangreiche Diskografie vor.